# Zhendingwang
Król Zhending z dynastii Zhou (chiński: 周貞定王; pinyin: Zhōu Zhēndìng Wáng) – dwudziesty ósmy władca tej dynastii i szesnasty ze wschodniej linii dynastii Zhou. Rządził w latach 468-441 p.n.e. Jego następcą został jego syn, Aiwang. Po Aiwangu, władzę objęło jeszcze dwóch synów króla Zhendinga, Kaowang i Siwang.